# Reblochon

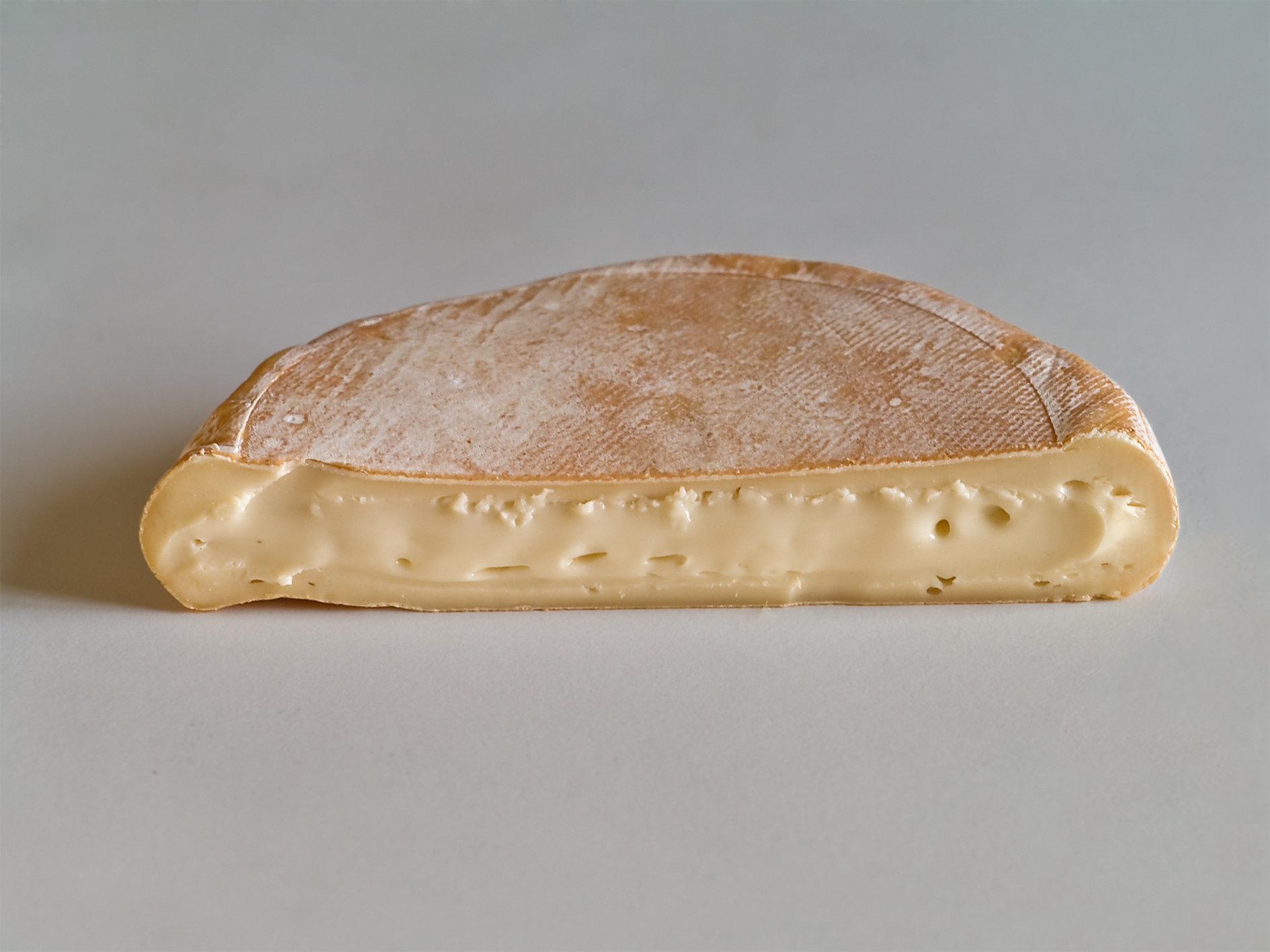
Reblochon

Reblochon är en fransk ost från Savoie. Den tillverkas på komjölk, är lätt pressad och får ett relativt kraftigt skal på vilket tunt vitmögel utvecklas. Smaken är mild med mycket karaktär, inslag av hasselnöt.
Dess historia går tillbaka till 1300-talet. Vid denna tidpunkt betalade bönderna arrende i förhållande till hur mycket mjölk boskapen gav. De dagar markägarna kom för att kontrollera, mjölkades därför korna inte riktigt ordentligt, och bönderna betalade på så sätt lägre arrende. När markägarna gått, mjölkades korna på den sista mjölken, le reblache, vilken är särskilt fet. Det är med denna mjölk som osten Reblochon tillverkas.
Reblochon är även den ost som används när man tillagar tartiflette, den franska potatisgratängen från Savoieområdet.
- Wikimedia Commons har media som rör Reblochon.